# Hofanlage Neuendammer Straße 11
Die Hofanlage Neuendammer Straße 11, Ecke Im Winkel, in der niedersächsischen Stadt Osterholz-Scharmbeck-Pennigbüttel im Landkreis Osterholz stammt vom Anfang des 19. Jahrhunderts. Aktuell (2025) wird sie zum Wohnen genutzt.
Die Gebäude stehen unter Denkmalschutz (siehe auch Liste der Baudenkmale in Osterholz-Scharmbeck).

## Geschichte und Beschreibung
Das 1216 erstmals erwähnte Dorf Penningbüttel auf der Osterholzer Geest am Rande des Teufelsmoores war im 18./19. Jahrhundert durch die Landwirtschaft geprägt.
Die  Hofanlage besteht aus
- dem eingeschossigen traufständigen Wohn- und Wirtschaftsgebäude als Zweiständer-Hallenhaus von 1819 (Inschrift) in Rasterfachwerk mit Steinausfachungen, mit reetgedecktem Krüppelwalmdach als Niedersachsengiebel mit Uhlenloch, Pferdeköpfen und der Grooten Door mit Korbbogen; ein Teil der südlichen Traufseite wurde massiv erneuert,[2]
- der traufständigen Scheune vom Ende des 19. Jahrhunderts in Fachwerk mit Steinausfachungen und reetgedecktem Walmdach, Fachwerk mit gefachübergreifenden Streben sowie eine Quereinfahrt.[3]

Das Landesdenkmalamt befand u. a.: „… ortsgeschichtlicher, gebäudetypischer, orts- und anlagenbildprägender Zeugniswert …“